# Bielorrusia en los Juegos Paralímpicos de Pekín 2008
Bielorrusia estuvo representada en los Juegos Paralímpicos de Pekín 2008 por un total de 33 deportistas, 20 hombres y 13 mujeres.

## Medallistas
El equipo paralímpico bielorruso obtuvo las siguientes medallas:
| Nombre              | Deporte                    | Evento                         |
| ------------------- | -------------------------- | ------------------------------ |
| Oro                 |                            |                                |
| Tamara Sivakova     | Atletismo                  | Disco F12/13 femenino          |
| Iryna Fiadotava     | Ciclismo en ruta           | Ruta B VI 1-3 femenino         |
| Raman Makarau       | Natación                   | 100 m mariposa S12 masculino   |
| Dimitri Saley       | Natación                   | 100 m mariposa S13 masculino   |
| Serguéi Punko       | Natación                   | 400 m libre S12 masculino      |
| Plata               |                            |                                |
| Volha Zinkevich     | Atletismo                  | Salto de longitud F12 femenino |
| Tamara Sivakova     | Atletismo                  | Peso F12/13 femenino           |
| Iryna Fiadotava     | Ciclismo en ruta           | Contrarreloj B VI 1-3 femenino |
| Mikalai Bezyazychny | Esgrima en silla de ruedas | Espada individual B masculino  |
| Serguéi Punko       | Natación                   | 100 m braza SB12 masculino     |
| Serguéi Punko       | Natación                   | 100 m mariposa S12 masculino   |
| Liudmila Vauchok    | Remo                       | Scull individual AW1x femenino |
| Bronce              |                            |                                |
| Uladzimir Izotau    | Natación                   | 100 m braza SB13 masculino     |